# Melicope lydgatei
Melicope lydgatei là một loài thực vật có hoa trong họ Cửu lý hương. Loài này được (Hillebr.) T.G. Hartley & B.C. Stone mô tả khoa học đầu tiên.